# アンリエット＝ルイーズ・ド・ブルボン

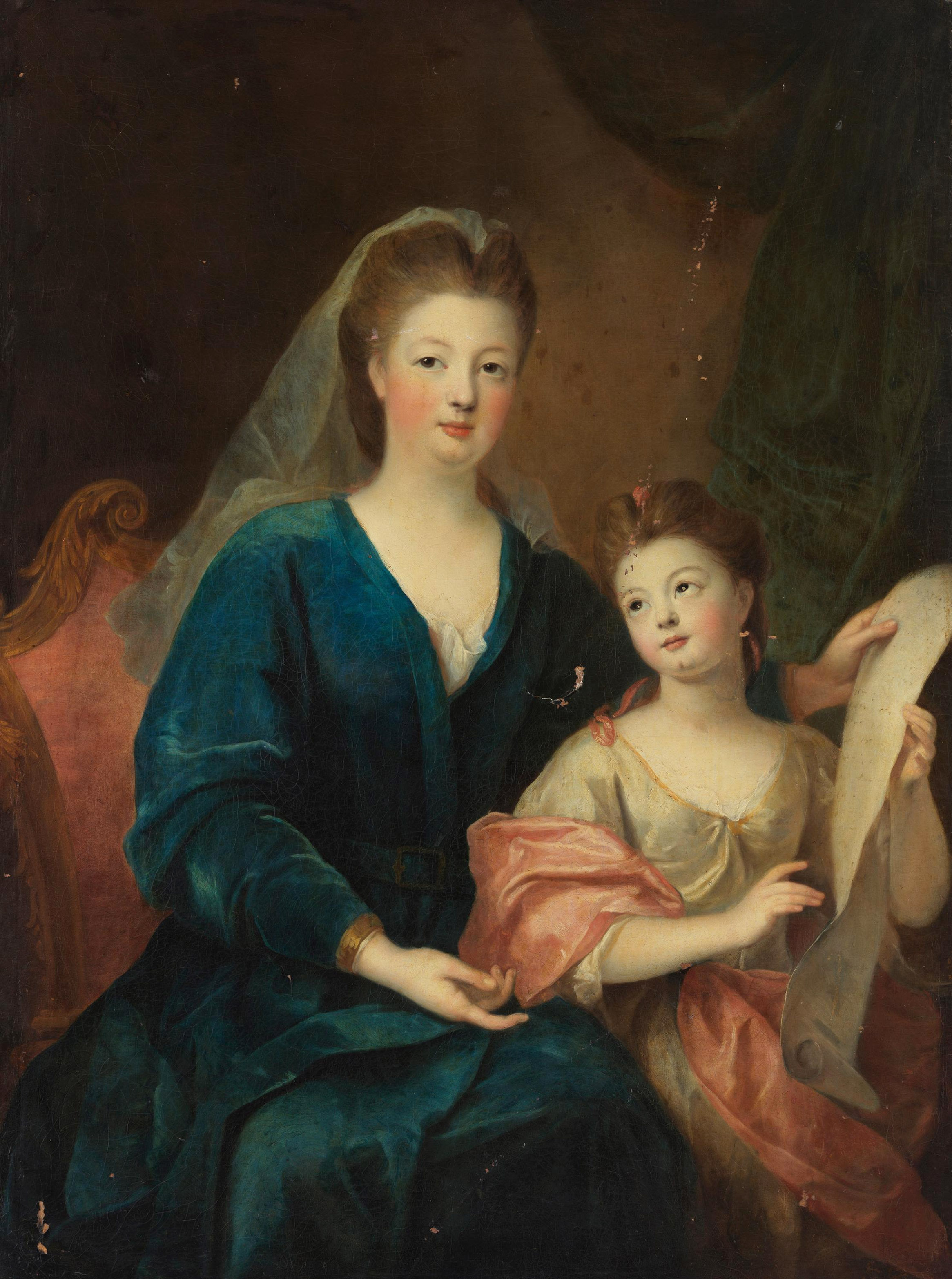
ブルボン公爵夫人ルイーズ・フランソワーズとその五女ヴェルマンドワ姫、ピエール・ゴベール画、アルテ・ピナコテーク蔵

アンリエット＝ルイーズ・マリー・フランソワーズ・ガブリエル・ド・ブルボン（Henriette-Louise  Marie Françoise Gabrielle de Bourbon, 1703年1月15日 ヴェルサイユ宮殿 - 1772年9月19日 トゥール）は、ブルボン朝フランスの女性王族（血統内親王）、女子修道院長。

## 生涯
コンデ公ルイ3世と妻ルイーズ・フランソワーズ・ド・ブルボン（ナント姫）の間の第7子・五女。母はルイ14世王とモンテスパン夫人の間の非嫡出子の1人。長姉ブルボン姫エレオノールが修道生活を送っていたフォントヴロー修道院に預けられて育ち、修道女になることを希望していた。宮中ではヴェルマンドワ姫（Mademoiselle de Vermandois）と称された。
1725年、2歳年下の妹サンス姫エリザベート＝アレクサンドリーヌとともに、幼いルイ15世王のお妃候補に挙げられた。当時長兄ブルボン公ルイ・アンリがフランスの首席大臣を務めており、公爵には自分の妹を王妃にして王と義兄弟の関係になることで、王に対する影響力をより強めようとする目論見があった。自分の意思に反して大勢の花嫁候補者の1人となったものの、99名の候補リストから17名、さらに4名と候補が絞られるなかで、彼女と妹エリザベート＝アレクサンドリーヌは、アン及びアミーリアのイギリス王女姉妹とともに、4人の候補に残留した。そしてイギリス王女たちが宗派の違いを理由に候補から除外されると、エリザベート＝アレクサンドリーヌとアンリエット＝ルイーズの姉妹だけが候補に残った。ブルボン公は2人の妹のうちアンリエット＝ルイーズの方が容姿が優れていると見なし、彼女を花嫁に推薦した。公爵は妹の美貌を称賛し、修道女になりたいとの希望を持っていることは貞操と敬虔の心が強い証だと都合よく言いつくろった。また彼女なら22歳とすぐ子供を産める年齢のため王位継承も安泰であり、またフランス人ゆえに、外国の王女たちの容貌や性格についての評判が信頼性に乏しいのに対し、宮中の皆が彼女の人品をよく知っていることも安心材料だと触れ回った。そしてルイ14世の（庶流ではあるが）孫で、フランス王位継承権を持つ王族（血統親王）という身分上も申し分ないとした。
国王顧問会議（閣議）メンバーの多くがアンリエット＝ルイーズを王妃とすることに賛成したが、ブルボン公と対立するフルーリー枢機卿は反対し、国王に彼女を選ばぬよう忠告した。さらに、アンリエット＝ルイーズと兄ブルボン公爵との間柄も悪化した。実証に乏しいがよく知られている説話として、ブルボン公爵の愛妾で政治的助言者でもあったプリー侯爵夫人が、アンリエット＝ルイーズが自分たちブルボン公一派の政治的駒としてどのくらい利用できるのか品定めしようと、アンリエット＝ルイーズの許を訪れたときのエピソードがある。このときアンリエット＝ルイーズはプリー夫人を「邪悪な獣」呼ばわりし、兄を堕落させフランス中で嫌われる原因を作ったと激しく罵ったため、腹を立てたプリー夫人はアンリエット＝ルイーズへの支持を引っ込めてしまった。ブルボン公とプリー夫人の経済的後援者であった銀行家のジョゼフ・パリ・デュヴェルネーも、アンリエット＝ルイーズは母のブルボン公未亡人ルイーズ・フランソワーズの強い影響下にあり、ブルボン公一派の与党にはならないと強く警戒していた。こうした事情から、ブルボン公はアンリエット＝ルイーズを王妃とする案を取り下げた。17名に絞られた段階の候補者リストからポーランド人のマリー・レクザンスカが選び直され、王妃となった。
1727年1月14日、アンリエット＝ルイーズは念願通りボーモン＝レ＝トゥール修道院で修道請願を行って修道女となった。1733年、同修道院長で従叔母にあたるガブリエル・ド・ロシュシュアール・ド・モルトマール（1658年 - 1733年、外祖母モンテスパン夫人の姪）が亡くなると、後任の修道院長に就任した。1760年、甥のコンデ公ルイ・ジョゼフの妻シャルロットが早世すると、コンデ公夫妻の娘ルイーズ・アデライードを引き取って養育した。
1772年に59歳で死去し、ボーモン＝レ＝トゥール修道院内に葬られた。

## 引用・脚注
1. ↑  Edmond et Jules de Goncourt: La duchesse de Châteauroux et ses soeurs, Paris, 1906
2. ↑  Edmond et Jules de Goncourt: La duchesse de Châteauroux et ses soeurs, Paris, 1906
3. ↑  Edmond et Jules de Goncourt: La duchesse de Châteauroux et ses soeurs, Paris, 1906
4. ↑  Edmond et Jules de Goncourt: La duchesse de Châteauroux et ses soeurs, Paris, 1906
5. ↑  Edmond et Jules de Goncourt: La duchesse de Châteauroux et ses soeurs, Paris, 1906